# Pardirallus nigricans
Pardirallus nigricans là một loài chim trong họ Rallidae. Chúng thường đường tìm thấy ở Argentina, Bolivia, Brazil, Colombia, Ecuador, Paraguay, Peru, và Venezuela.

## Phân loài
Loài này có 2 phân loài
- Pardirallus nigricans caucae (Conover, 1949)
- Pardirallus nigricans nigricans (Vieillot, 1819)